# 网上灵堂
网上灵堂是一种用于悼念亡者的网站。
一般来说，网上灵堂具有上香、摆放祭品、发表悼词等功能。

## 滥用
有些人会为活人创建网上灵堂，其目的可能是恶作剧或泄愤。在有些国家或地区，该行为可能会受到指控。

## 脚注
1. ↑  罗远银 (编). . 遵义晚报. 2018-12-03  [2022-03-02]. （原始内容存档于2020-07-05）.